# 모돈불
모돈불(牟敦芾)은 대만과 홍콩의 영화 감독이다. 1977년까지 대만 영화를 연출하다가 중화민국 정부에 의해 상영이 금지되면서 홍콩으로 건너갔다.

## 생애
모돈불은 산둥성 출신으로 1949년 국공 내전으로 8세 때 가족을 따라 대만에 정착하였다. 국립예술학과를 졸업한 그는 1966년 같은 학교 동창인 황영송, 황귀용과 함께 천야오기 감독의 다큐멘터리 산으로 간다. 1969년 완성된 첫 장편 드라마 '말 못 해'가 상영 금지되었고, 격년 차인 '트랙 피니시'는 내용이 애매한 동지애 때문에 상영이 금지됐다.
이후 모돈불(和中美洲游)은 유럽과 중미주를 수년간 여행하다가 1977년 홍콩 쇼(，)와 계약을 맺고 본격적으로 홍콩 영화계로 건너갔다.모돈불은 홍콩에서 폭력적인 시각을 숭상하는 스타일로 유명한데, 대표작으로는 '혈련'이 있다. 1982년 소씨를 떠나 자신이 하고 싶은 영화를 찍기 시작했다.그중 1988년에 개봉한 《흑태양 731》은 홍콩 최초의 3급 영화로, 일본군 731부대의 변태 만행을 다루고 있어, 관객의 도덕성에 도전하여, '후무래자'로 불린다.
그는 대만에서 촬영한 《당신에게 감히 말할 수 없다》와 《활주로 종점》 두 편의 초기 영화를 2018년 대만국제다큐멘터리영화제에서 처음 공개했는데, 평론가들은 1960년대 정치와 사회의 억압 속에서도 청년 영화 실험이 많이 배출된 현실주의 개척정신이 넘쳐난다고 평가했다.
1990년대 후반 미국으로 이주해 영화계에서 은퇴했다가 만년에 병을 앓았다. 2019년 5월 25일 미국 필라델피아 자택에서 별세했으며, 뉴욕의 묘지에 안장된 부인 묘지에 안장되었다.

## 영화 작품

### 연출
- 1969년: 《감히 너에게 말할 수 없다》
- 1970년: 《활주로 종점》
- 1977年: 《홍루춘몽》
- 1977年: 《간악한 악마》
- 1978年: 《자른 것을 싸다》
- 1978年: 《한계를 뛰어넘다》
- 1980年: 《접시의 요정》
- 1980年: 《연성결》
- 1980年: 《타사》
- 1980年: 《크고 작은 일가춘》
- 1983年: 《자고로 영웅은 소년에게서 나온다.》
- 1988年: 《흑태양 731》
- 1988年: 《흑태양: 난징 대학살》
- 1995年: 《혈연》

### 배우
- 1966년: 《산에 오르다》[6]

## 같이 보기
- 허멍화
- 계치홍
- 손중 (감독)
- 푸른내재